# 12195 Johndavidniemann
12195 Johndavidniemann è un asteroide della fascia principale. Scoperto nel 1979, presenta un'orbita caratterizzata da un semiasse maggiore pari a 2,1937329 au e da un'eccentricità di 0,1676129, inclinata di 2,80110° rispetto all'eclittica.